# 齿唇兰
齿唇兰（学名：Anoectochilus lanceolatus），为兰科开唇兰属下的一个植物种。